# Le Chasseur de chez Maxim's (film, 1927)
Pour les articles homonymes, voir Le Chasseur de chez Maxim's (homonymie).
Pour plus de détails, voir Fiche technique et Distribution.
Le Chasseur de chez Maxim's est un film français réalisé par Roger Lion et Nicolas Rimsky, sorti en 1927.

## Fiche technique
- Titre : Le Chasseur de chez Maxim's
- Réalisation : Roger Lion et Nicolas Rimsky
- Scénario : Max Linder et Michel Linsky, d'après la pièce éponyme d'Yves Mirande et Gustave Quinson
- Photographie : Maurice Desfassiaux (en)
- Décors : Lazare Meerson
- Direction artistique : Alexandre Kamenka
- Production : Alexandre Kamenka
- Société de production : Albatros
- Pays de production : France
- Format : Noir et blanc - 35 mm - 1,33:1 - Film muet
- Genre : comédie
- Durée : 114 minutes
- Date de sortie : 18 novembre 1927

## Distribution
- Nicolas Rimsky : Julien Pauphilat
- Pépa Bonafé : Totoche
- Simone Vaudry : Mimi Pauphilat
- Éric Barclay : le marquis de la Guérinière
- Valeska Rimsky : Claire, la tante de Mimi
- Max Lerel : Octave
- Émile Royol : Jacobin Candebec
- Yvonneck : Florent Carambagnac
- Olga Day : Cricri
- Alexej Bondireff
- Lou Davy